# Pachnobia obliterata
Pachnobia obliterata là một loài bướm đêm trong họ Noctuidae.